# Grassac
Grassac is een gemeente in het Franse departement Charente (regio Nouvelle-Aquitaine) en telt 268 inwoners (2004). De plaats maakt deel uit van het arrondissement Angoulême.

## Geografie
De oppervlakte van Grassac bedraagt 28,5 km², de bevolkingsdichtheid is 9,4 inwoners per km².
De onderstaande kaart toont de ligging van Grassac met de belangrijkste infrastructuur en aangrenzende gemeenten.

## Demografie
Onderstaande figuur toont het verloop van het inwonertal (bron: INSEE-tellingen).